# Ventilair-Steria
Ventilair-Steria was een continentale wielerploeg uit België. De ploeg werd opgericht in 2004 onder de naam Jong Vlaanderen 2016. De nadruk lag vooral op talentrijke Vlaamse wielrenners, naar analogie met de voormalige Vlaanderen-T Interim ploeg. Jong Vlaanderen was een opleidingsploeg voor de ProTour-ploeg Lotto-Belisol.
Ploegmanager was Andy Missotten.

## Bekende (oud-)renners
- Dominique Cornu (2005-2006)
- Francis De Greef (2005-2006)
- Steven De Neef (2004-2011)
- Kenny De Ketele (2004-2006)
- Kristof Goddaert (2007)
- Iljo Keisse (2004)
- Filip Meirhaeghe (2004)
- Roel Paulissen (2004-2007, 2010)
- Jürgen Roelandts (2004-2007)
- Geert Steurs (2004)
- Greg Van Avermaet (2006)
- Maarten Wynants (2004)
- Dylan Teuns (2011-2013)